# Inchtuthil

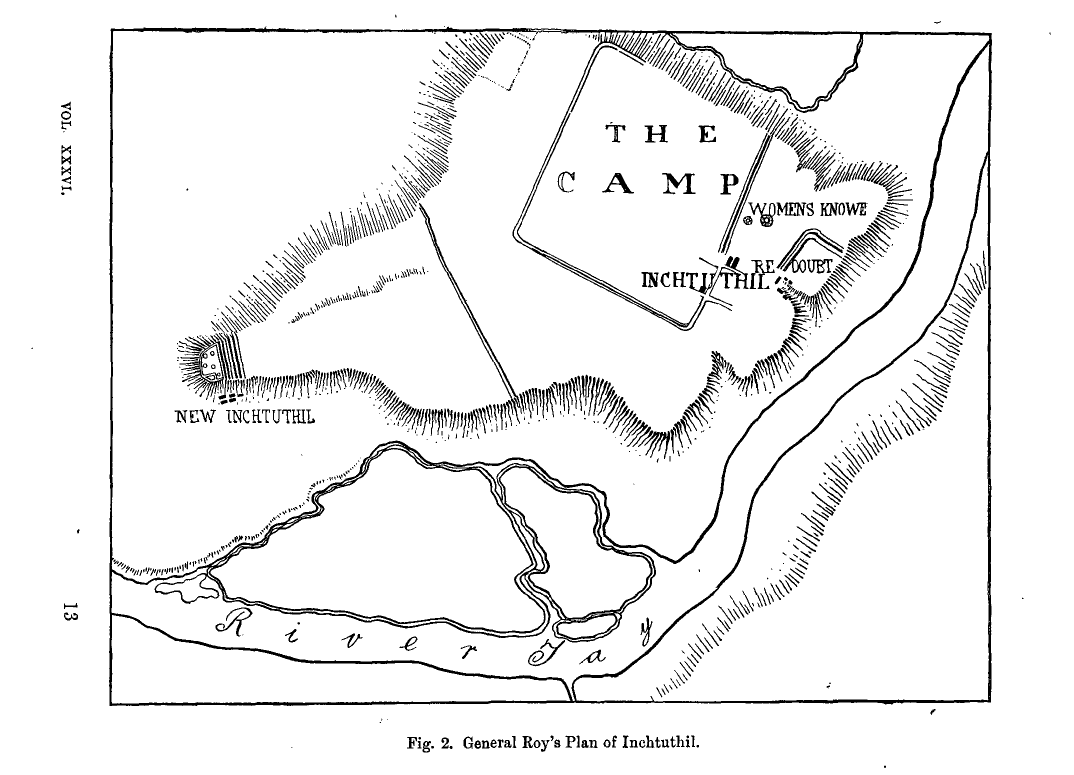

Inchtuthil was het belangrijkste Romeinse legerkamp van de Gask Ridge, een verdedingsgordel, in het huidige Schotland. Het was gelegen op de oever van de rivier de Tay ten zuidwesten van Blairgowrie,  had een oppervlakte van 21,5 hectares en kon 5 à 6000 soldaten herbergen. Het fort was actief van ca. 82 tot 87 na Chr. en was de thuisbasis van de Legio XX Valeria Victrix.
Inchtuthil was de uitvalbasis van gouverneur Gnaeus Julius Agricola bij de verovering van Caledonië. Tijdens de Slag bij Mons Graupius (83/84) versloeg hij de Calidoniërs onder leiding van Calgacus.